# بذر جادو
بذر جادو (انگلیسی: Hag-Seed) عنوان کتاب است از مارگارت اتوود شاعر، داستان‌نویس و منتقد ادبی کانادایی که در سال ۲۰۱۷ منتشر گردید. کتاب روایتی است از زندگی یک کارگردان تئاتر که به دنبال دسیسه‌چینی همکارش مجبور به ترک حرفه‌اش در تئاتر می‌گردد.

## ترجمه فارسی
این کتاب در ایران با عنوان بذر جادو توسط نیلوفر خوش‌زبان ترجمه و توسط نشر ستاک منتشر گردید.